# Hope (Volkova Sisters-album)
A Hope a Volkova Sisters zenekar második középlemeze. 2012-ben jelent meg.

## Számlista
| 1.                     | Long Year                                       | 4:38 |
| 2.                     | At The Home of The Giant Wolfe                  | 3:26 |
| 3.                     | Shiny Fay of Sorrow                             | 4:56 |
| 4.                     | Das Mädel und Die Dunkelheit                    | 4:32 |
| 5.                     | Prince Migdale                                  | 2:09 |
| 6.                     | Das Mädel und Die Dunkelheit (Minus Remix)      | 2:46 |
| 7.                     | Das Mädel und Die Dunkelheit (Gazella Remix)    | 5:30 |
| 8.                     | Das Mädel und Die Dunkelheit (Polyklinik Remix) | 2:02 |
| 9.                     | World Without Delight (VCP Remix)               | 5:54 |
| 10.                    | Prince Migdale (ICR Remix)                      | 7:50 |
| Teljes játékidő: 43:59 |                                                 |      |

## Videóklipek
| Év   | Videó                        | Készítették       |
| ---- | ---------------------------- | ----------------- |
| 2012 | Shiny Fay of Sorrow          | - Rádóczy Bálint  |
| 2012 | Das Mädel und die Dunkelheit | - Volkova Sisters |

## Külső hivatkozások
- Bandcamp
- Hivatalos honlap